# Jonny Anděl
Jonny Anděl, vlastním jménem Jan Anděl (* 29. listopadu 1986 Cheb) je český režisér, hudební skladatel a hudební producent.
V roce 2007 založil hudební skupinu Goodfellas, se kterou získal Cenu Akademie Anděl 2011 jako Objev roku, ve stejném roce a kategorii zvítězil se skupinou i v Anketě Žebřík časopisu iReport. Obě ceny získal Anděl se skupinou za album Robbery Blues, které produkoval Chris DiBeneditto v Kalifornii. Na albu se podíleli např. zpěvačka Dominika Hašková nebo Jan Horáček.
Jonny Anděl poté pokračoval v tvorbě a v roce 2016 vydal pod změněným názvem skupiny The Fellas osobité album Scarecrow, na kterém spolupracoval s Markétou Irglovou, Tonyou Graves, Evou Burešovou a Michalem Šupákem. Album produkoval Anděl a Danny Saber, producent, který se podepsal pod nahrávky The Rolling Stones, Davida Bowieho nebo Black Grape. Společně s Goodfellas Anděl vytvořil soundtrack k filmu Rudolfa Havlíka Zejtra napořád. Skupina nikdy neohlásila konec, ale od roku 2018 nevystupuje ani nenahrává další skladby.
Roku 2016 Jonny Anděl produkoval debutové album hudební skupiny The Silver Spoons – Come and Get It. The Silver Spoons si ho vybrali jako producenta na základě úspěšné spolupráce na singlu „He's Got My Money Now“, který se stal největším hitem skupiny.